# Українське слово — Літаври
Літаври — тижневик літератури і мистецтва, недільне видання газети «Українське слово» у 1941 році. З 2014 року — газета «Українське слово — Літаври» — офіційний друкований орган Організації Українських Націоналістів. Особливу увагу газета приділяє правдивому висвітленню історії українського національно-визвольного руху, героїчного Чину Організації Українських Націоналістів та її провідних діячів, актуальним питанням національного та державного будівництва сучасної Незалежної України.

## Історія

### 1933–1940,Париж
Тижневик «Українське слово» заснований українською громадською організацією Франції Українським Народним Союзом (УНС). З самого початку тижневик набрав форми неофіційного бюлетеня Проводу Українських Націоналістів у Франції.
Перше число тижневика вийшло 1 травня 1933 року. Газета друкувалася на друкарській машинці і розмножувалася ротапринтом, (тираж першого числа склав 200 примірників) форматом А-4 на 16 сторінках. Обкладинка друкувалася високим друком, в яку вставляли готовий блок. До середини 1934 року тираж зріс у 3 рази, тобто досяг 600 примірників. Головним редактором від самого початку до липня 1934 року був недавній секретар Голови Проводу українських Націоналістів О. Бойків.
1 липня 1934 року з 301 числа «Українське слово» друкувалася на 4 сторінках звичайного газетного формату (трохи більший ніж сучасний А-2) в соким друком. Оновлену газету очолив новий головний редактор — член Проводу Українських Націоналістів журналіст В. Мартинець.
Газета з бюлетня ОУН перетворилася на ідеологічно-політичний тижневик з широким оглядом українського життя у світі. Коло і географія читачів та передплатників росли, газету читали в багатьох країнах Європи, переважно там, де були українські поселення, а також на американському континенті. З 1939 року видавцем замість УНС стала Перша Українська Друкарня у Франції (ПУДуФ). З початком Другої Світової війни у газети почалися цензурні труднощі, почастішали виходи з білими плямами вилучених матеріалів, а коли 1940 року Францію окупували німецькі війська, видання «Українського слова» на 361 числі від 9 червня було припинено. Нацисти конфіскували майно та обладнання друкарні.
Серед тогочасних авторів відомі політичні, громадські та наукові діячі: М.Сціборський, М.Капустянський, О.Ольжич, Д.Андрієвський, Є.Онацький, Б.Кентржинський та інші.

### 1941,Київ
Своєрідним продовженням паризького «Українського слова» стала щоденна газета, яку в час Другої Світової війни організували в Україні похідні групи ОУН та Культурна референтура ОУН на чолі з О. Ольжичем (Олегом Кандибою).
8 вересня 1941 року розпочалося видання «Українського слова» спочатку у Житомирі, а через кілька днів у Києві. Головний редактор — І. Рогач, члени редакції М. Олійник, О. Чемеринський та інші.
Газета виходила звичайним форматом, тираж коливався в межах кількох десятків тисяч примірників, інколи сягав 50 тисяч. Друкувалася газета спочатку у колишній друкарні «Пролетарської правди» на нинішній вулиці Б. Хмельницького, а згодом в друкарні по вулиці Бульварно-Кудрявській 24, там і розміщувалася редакція.
Поміж інших авторів в газеті друкувалися О. Штуль-Жданович, М. Ситник, У. Самчук, твори репресованих українських письменників тощо.
До газети виходили додатки — спочатку «Література і мистецтво» (редактор М. Ситник), а згодом «Літаври» (редактор О. Теліга), яких вдалося випустити лише по кілька чисел, зокрема, чотири номери тижневика «Літаври» вийшли 16, 23, 30 листопада та 7 грудня 1941 року.
Тижневик «Літаври» — наступник додатку-вкладки до газети «Українське слово» під назвою «Література і мистецтво», відповідальним редактором якого був Михайло Ситник (вийшло три номери від 19, 29 жовтня та 4 листопада 1941 року). Олена Теліга прибула до Києва 22 жовтня, вже коли вийшло перше число «Літератури і мистецтва», і вона, безумовно, долучилася до активної роботи в цьому виданні: в його третьому числі від 4.11.1941 вперше надруковано її статтю «Прапори духу» (передрукована У. Самчуком у газеті «Волинь» 16.11.1941). Перейменування «ЛіМ» в «Літаври» ініціювала О. Теліга, коли їй передавав редагування виданням М. Ситник.
«Літаври» відзначалися виразно «стриманим» ставленням до німецької окупаційної влади, і зосереджувалися на викритті злочинної антиукраїнської політики російського більшовицького керівництва в 1917—1941 рр. та на пропаганді високих зразків української культури, ідей української соборності й самостійності. Основними співробітниками і авторами тижневика були учасники похідних груп ОУН (мельниківці) Іван Рогач, Олег Ольжич, Олена Теліга, Олег Штуль, Михайло Михалевич, Іван Ірлявський (Рошко), Олег Лащенко, Ганна Рогач (псевдо Г. Рогальська, Г. Рог), Улас Самчук. До активної роботи в газеті були долучені підрадянські культурні діячі та початкуюча молодь, що залишилися в окупованому німцями Києві: Остап Лисенко (псевдо О. Л., Л. О.), Юрій Большухін (псевдо Ю. Кандіїв), Докія Гуменна, Олександер Флоринський (пізніше псевдо Смотрич), Євген Яворівський, Яків Гальперін (псевдо Яків Галич, Микола Первач), Сергій Кокот (псевдо Сергій Ледянський), Ніна Калюжна, Юрій Музиченко та ін. На сторінках «ЛіМ» і «Літаври» друкувалися твори літераторів «розстріляного відродження» (та статті про них): Григорія Чупринки, Миколи Хвильового, Дмитра Фальківського, Євгена Плужника, Олекси Влизька, Павла Филиповича, Григорія Косинки, Григорія Епіка та ін., а також популяризувалася творчість письменників-емігрантів, в основному «Празької школи», — Олександра Олеся, Євгена Маланюка, Юрія Клена, Уласа Самчука, Олекси Стефановича, Леоніда Мосендза, Максима Гриви, Оксани Лятуринської, Івана Ірлявського. В № 2 «Літаврів» від 23.11.1941 було передруковано новелу Василя Стефаника «Сини»; в № 4 від 7.12.1941 — вірш «Поклик» Теодора Кернера в перекладі з німецької Буревія.
Прагнення керівництва ОУН (м) зробити свої видання («Українське слово», «Література і мистецтво», «Літаври», «Останні вісті» у Києві та багатьох інших по всій Україні) рупором поширення ідей української соборності, осередками згуртування державницьких сил навколо Української Національної Ради, були придушені окупаційною владою. Цьому активно сприяли провокації російських шовіністичних кіл та радянської розвідувальної агентури. Останнє число «Українського слова» вийшло 13 грудня 1941 р., «Останні вісті» вийшли ще в понеділок 15 грудня. А в неділю 14 грудня 1941 вже датується перше число «Нового українського слова», газети прогітлерівського спрямування, під редакцією професора К. Штепи (на той час ректора Київського університету).
Членів редакції на чолі з І. Рогачем та О. Телігою — арештовано і у січні-лютому 1942 року розстріляно в Бабиному Яру.

### 1948—1991,Париж
Після звільнення Франції від німців, приміщення редакції та друкарню «Українського слова» захопили комуністичні сили і організували видання газети «Батьківщина». Після довгого судового процесу приміщення були повернуті законному власнику і 17 жовтня 1948 року відновлено видання тижневика «Українське слово», яке до 12 червня 1949 року друкувалося на 12 сторінках на ротаторі таким форматом як 1933-34 роках (від 362 по 396 числа), а потім звичним форматом та повноцінним способом друку у власній відновленій друкарні. Згодом формат було змінено з А-2 на А-3.
Газета, залишаючись органом Організації Українських Націоналістів під проводом А. Мельника, не лише поновила свій вихід, а й поступово набрала значної ваги в українському політичному емігрантському житті.
Особливої уваги у 70-80-х роках XX століття приділялося справам України, зокрема висвітленню діяльності дисидентів та правозахисників, публікуються самвидавівські праці І. Дзюби, В. Чорновіла та інших.
До газети у ці роки виходили додатки: франкомовний L´Ukrainien (Українець), орган літературної комісії студентського товариства «Зарево» — «Юність», журнал української молоді «Смолоскип».
Серед авторів найпомітніші провідні члени ОУН О. Штуль, Д. Андрієвський, Я. Гайвас, Ю. Бойко, Б. Кентржинський, Є. Мацях, Ю. Пундик, науковці А. Жуковський, М. Вєтухів, В. Кубійович, Н. Полонська-Василенко, П. Стерчо, Ю. Шевельов та інші.

### 1991—1992,Львів
З відновленням незалежності України Провід ОУН ухвалив рішення відновити видання тижневика «Українське слово» в Україні. Після короткого підготовчого періоду у Львові 21 листопада 1991 року вийшло перше число газети, редактор газети — Й. Лось. Наклад першого числа склав 12 тисяч. У Львові газета друкувалася форматом А-3 на 12 сторінках раз на місяць, 1991 року вийшло всього 3 числа, 1992 — 21 число (останнє число видано 11 листопада). Газета швидко переросла львівські «рамки» і редакцію вирішено перенести до Києва.

### 1993—2014,Київ
Після короткої перерви 17 січня 1993 року у Києві вийшло перше число оновленої газети, з цього часу газета виходить як тижневик. Новим головним редактором газети було призначено громадянина Польщі українця члена Проводу Українських Націоналістів М. Вербового. Редакція перший час містилася по вулиці Лєскова 8, а з травня 1993 року по вулиці Івана Мазепи (тоді ще Січневого повстання), 6. У листопаді того ж року газету перереєстровано, новим засновником та видавцем «Українського слова» в Україні стала Фундація імені Олега Ольжича. У зв'язку із змінами законодавства України та введенням урядом жорстких вимог до діяльності неприбуткових організацій з метою посилення контролю за ними, у грудні 1999 р. Фундація імені Олега Ольжича передала права на видання газети Видавництву імені Олени Теліги, співзасновником якого вона була (90 % прав власності). Як наслідок, з початком 2000 року видавцем газети стало Видавництво імені Олени Теліги.
Головними редакторами газети в Києві були: Мирослав Вербовий (1993—1998), Михайло Сидоржевський (1999—2000), Богдан Червак (2000—2001), Євген Петренко (2003—2004), Володимир Гаптар (2004—2005), Григорій Кримчук (2005—2010), Ольга Дубовик (з 2010).
У Києві газета виходить форматом А-3, спочатку на 8 сторінках, а з 1994 року — на 16. Тираж змінювався від 4 тисяч до 20 тисяч примірників у різний час.
«Українське слово» не замкнулося на внутрішніх проблемах ОУН, а стало загальнонаціональним тижневиком, який пропагував та відстоював ідеї українського націоналізму, як організованої форми політичного і громадського життя українського народу, що особливо важливо в на сучасному етапі української державності.

## Ребрендинг «Українського слова» 2014 року
Після того, як 2001 року Видавництво ім. О. Теліги з громадської власності трансформувалося у приватне підприємство (формальними власниками на той час 70 % задекларували себе І. Білолипецька та М. Плав'юк), тож фактично приватним виданням стала і газета «Українське слово». Відповідно, це мало вплив на кадрову і редакційну політику газети. Особливо наслідки тих змін стали відчутними після відходу у засвіти сл.п. Голови ОУН М. Плав'юка. З 2012 р. одноосібним власником себе вважає І. Білолипецька. Газета втратила живий зв'язок з ОУН, почала друкувати контроверсійні, а інколи і чужі за духом і змістом матеріали, що, призвело до повного розриву між газетою та тим організаційним середовищем, яке, власне, її створило, надихало, фінансово та морально підтримувало, читало та передплачувало.
Тому у листопаді 2014 року Фундація ім. О. Ольжича вимушено ухвалила відмовитися від співпраці з приватним Видавництвом імені Олени Теліги та у порозумінні та співпраці з Проводом Організації Українських Націоналістів зареєструвала оновлену газету під назвою «Українське слово-Літаври», з метою продовжити довголітню традицію видання загальноукраїнського часопису відповідного спрямування. В січні 2015 року оновлена газета під назвою «Українське слово-Літаври» отримала державну реєстрацію. У її назві поєднано традицію легендарного «Українського слова», що почало видаватися з 1933 р., та літературно-мистецького додатку «Літаври» до поновленого після кількарічної перерви в окупованому нацистами Києві «Українського слова».
Наприкінці 2014 року зусиллями невеликого творчого колективу за участю Голови ОУН і голови Редакційної ради Богдана Червака, голови правління Фундації імені Олега Ольжича і члена Редакційної ради Сергія Кота, шеф-редактора Михайла Сидоржевського, головного редактора і директора Бібліотеки ім. О. Ольжича Олександра Кучерука було підготовлено і на початку 2015 року побачило світ перше число оновленої газети «Українське слово — Літаври».

## Сучасність
Газета «Українське слово — Літаври» продовжує славні традиції української національної журналістики та вільної демократичної преси, дотримуючись високих стандартів та зберігаючи власне обличчя й притаманний їй особливий дух, що його заклали наші попередники — діячі націоналістичного організованого руху О. Бойків, В. Мартинець, О. Теліга, О. Штуль, М. Вербовий та багато інших.
Видання є офіційним друкованим органом Організації Українських Націоналістів. Особливу увагу газета приділяє правдивому висвітленню історії українського національно-визвольного руху, героїчного Чину Організації Українських Націоналістів та її провідних діячів, актуальним питанням національного та державного будівництва сучасної Незалежної України.
З 2015 року видавалася щомісяця. З 2020 — видається нерегулярно (2021 рік — два числа, 2022—2023 рр. — жодного, 2024 рік — одне).

## Редакція
З травня 2015 р. по вересень 2019 р. головним редактором газети був голова Правління Фундації імені Олега Ольжича Сергій Кот, заступник головного редактора — Ніна Скочко. З вересня 2019 р. посаду головного редактора обіймала Ніна Скочко, заступник головного редактора — Ніна Головченко. У 2021 р. редактором газети був — Андрій Щекун. Голова Редакційної ради — Голова ОУН Богдан Червак. У 2024 році Богдан Червак — головний редактор.